# Cantó de Le Havre-5
El cantó de Le Havre-5 és un cantó francès del departament del Sena Marítim, situat al districte de Le Havre. Compta amb part del municipi de Le Havre.

## Municipis
- Le Havre

## Història
| Data d'elecció                           | Identitat          | Partit | Qualitat |
| ---------------------------------------- | ------------------ | ------ | -------- |
| 1945-1951                                | Louis Siefridt     | MRP    |          |
| 1951-1976                                | M. Lenoble         | RI     |          |
| 1976-1982                                | Daniel Colliard    | PCF    |          |
| 1982-2008                                | Jean-Yves Besselat | RPR    |          |
| 2008-                                    | Édouard Philippe   | UMP    |          |
| les dades anteriors no són pas conegudes |                    |        |          |
|                                          |                    |        |          |